# 히로세 요시노리
히로세 요시노리(일본어: 広瀬 叔功, 1936년 8월 27일 ~ )는 일본의 전 프로 야구 선수이자 야구 지도자, 야구 해설가 · 평론가이다.
애칭은 쵸로(チョロ)이다.

## 인물

### 선수 시절
히로시마 현립 오오타케 고등학교에 재학하던 시절에는 투수로, 이 당시부터 기민하고 빠른 발로 마운드에서 달리고 있는 2루 주자를 잡아냈다는 일화가 남아 있다. 후배 중에는 역시 빠른 발을 자랑하던 미노다 고지(한큐와 요미우리에서 재적)가 있다.
고교 2학년 당시에 선배인 모리우치 가즈미에게 이끌려 고향인 히로시마 카프의 입단 테스트를 받아 모두 통과했다. 모리우치는 졸업과 동시에 히로시마에 입단해 2년 간의 재적에 그쳤으나 히로세 본인은 히로시마에 입단하지 않고 모리우치와 대치하는 형태가 되어 1954년 당시 야마모토 감독의 지인의 권유로 난카이 호크스에 투수로 입단했다. 프로 1년차의 캠프에서 팔꿈치 부상으로 인해 자원하여 유격수로 전향했다. 2년차인 1956년 7월 29일에 1군에서 선발 출전하여 첫 타석에서 프로 데뷔 안타가 되는 좌익선상에 3루타를 날렸다. 이 데뷔전에서 4타수 4안타를 기록했고 다음 경기에서도 3타석 3안타를 기록하며 프로 첫 타석부터 7타석 연속 안타를 기록했다. 1957년부터 1군에 정착해 114경기에 출장하며 타율 .284를 기록했다. 1958년에도 유격수로 120경기에 출장해 타율 .288, 1959년에는 타율 .310을 기록하는 등 선배인 기쓰카 주스케의 후계자로 지목되었다.
그러나 비교가 되지 않는 강견을 가지고 있으면서도 악송구가 많아 1961년에 감독인 쓰루오카 가즈토의 권유로 외야수로 전향했다. 같은 해 42도루로 도루왕에 오른 것을 시작으로 1965년까지 5년 연속 도루왕을 차지하며 스기우라 다다시, 노무라 가쓰야, 미나가와 무쓰오 등과 함께 난카이의 황금 시대에 크게 공헌했다. 다이아몬드 일주에 13초 9, 100미터를 11초 4에 주파하는 빠른 발과 호수비로 "프로 야구의 속도감을 바꾼 남자"라는 평가를 받았다.
1963년(1963년과 1964년에는 퍼시픽 리그가 150경기 제)에는 187안타를 터뜨리며 최다 안타를 기록했다. 이는 1994년 스즈키 이치로에 의해 경신되기 전까지 31년간 퍼시픽 리그 기록으로 남아 있었다. 또한 개막 이후 100안타 도달 경기가 61경기로 1994년 이치로의 60경기 경신 전까지 일본 기록으로 남아 있었다. 같은 해 676타석은 퍼시픽 리그 기록(원래는 일본 기록이었으나 2005년 아카호시 노리히로가 경신하면서 퍼시픽 리그 기록으로 내려감), 626타수는 일본 기록이다.
1964년에는 89번째 경기에서 타율 4할을 유지(1989년 워렌 크로마티가 경신하기 전까지 프로 야구 최장 기록), 후반기에 페이스가 떨어지며 타율 .366, 72도루라는 자체 최고 성적으로 수위 타자와 도루왕 타이틀을 획득했다. 타율 .366은 1985년에 오치아이 히로미쓰에게 경신되기 전까지 우타자 역대 최고 타율이었다. 풀스윙하는 호쾌한 타격으로 종종 3번으로 들어서 1경기 2홈런 포함 5타수 5안타 7타점을 기록한 경기도 있다. 하지만 그 해 시즌 오자키 유키오의 속구를 타격하던 중 손목에 맞아 이후 골수염에 시달리게 되었다.
1970년 10월 14일 한큐 브레이브스 전(우승이 결정된 후의 소화 시합) 1경기에 투수로 등판해 2회를 2피안타 3볼넷 무실점으로 막아냈다. 1972년 7월 1일 니시테쓰 라이온스 전에서 사상 6번째로 통산 2000안타를 달성했다. 이후 1977년 현역에서 은퇴했다.
통산 도루 수는 일본 역대 2위인 596개로 시즌 최다 도루사는 한 번도 기록하지 않고 통산 도루 성공률 82.9%(596도루 123도루사)는 300도루 이상 선수로서는 역대 1위의 기록이다. "근소한 차이가 있는 장면에서만 달린다", "타자가 2스트라이크에 몰린 후에는 달리지 않는다" 등 유용한 장면에서만 도루를 시도했던 장인으로 높은 도루 기술을 자랑했으며 1964년 3월부터 5월까지 31연속 도루 성공과 1968년에 기록한 시즌 도루 성공률 .957(성공 44, 실패 2)는 모두 일본 기록이다. 1루에서 3미터 75의 뛰어난 리드폭을 가지고 달리기 시작해서 스피드를 죽이지 않고 2루까지 전력으로 달려 짧은 슬라이딩으로 2루에 안착했다. 1964년 시즌에는 4할에 가까운 타율을 기록했고 심지어 도루를 많이 했기 때문에 일본 야구 기구는 도루왕을 같은 해부터 연맹 표창했다. 이때까지 일본에서는 도루가 별로 평가받지 못했기 때문에 히로세는 도루를 인식시킨 최초의 선수로 인정받고 있다.
"정말 필요한 경우에만 도루하지 않는다"는 신념이 질 높은 기록을 남기는 결과가 되었지만 더 욕심을 냈다면 도루 수를 더 늘려 통산 최다 도루 기록을 현역 마지막 해에 눈 앞에서 후쿠모토 유타카에게 경신되는 사태를 초래하지 않았을 수도 있지 않겠냐는 시각도 있다. 또한 파나소닉 시절에 감독에게 "너는 아마추어의 히로세가 될 것"이라며 등번호 12번을 받아 히로세를 자주 보러 갔다는 후쿠모토는 "히로세 씨는 신님 같아요. 프로에 들어서도 그것은 함께 해요. 여전히 구름 위에 존재하는 것 같아요"라고 말하고 있다.
니시테쓰의 에이스 이나오 가즈히사와의 일순간의 대결은 팬들을 매료시켰다. 올스타전에서도 도루를 7번 모두 성공시키고 있다. 또한 센터에서 좌우 양익까지 달려가 포구할 수 있을 정도의 수비 범위를 자랑했던 만능 선수였다. 외야수로 시즌 353수비 기회의 일본 기록과 한 경기 10수비 기회, 1경기 10척살의 퍼시픽 리그 기록을 가지고 있다.
노무라는 히로세에 대해 "나는 야구 천재를 두명 밖에 모른다. 나가시마 시게오와 히로세다"나 "긴 야구 생활 속에서 야구 천재를 3명 보았다. 나가시마와 히로세, 이치로다", "히로세는 내 1년 후에 입단했지만 내색하고 있던 건 본 적이 없다. 그는 2년 만에 1군에 올라와 바로 레귤러를 획득했다. 이때 30타석 무안타였는데 어찌되었든 초인적인 탄력을 보여주고 있었다"라고 말하고 있다.

### 그 후
현역 은퇴 후에는 노무라가 감독에서 해임되자 난카이의 감독으로 승격했고 1978년부터 1980년까지 세 시즌을 맡았다. 유니폼에서 쓰루오카 감독 시대의 상징이기도 한 어깨와 소매 굵기의 줄을 부활시키거나 노무라 파인 에나쓰 유타카, 가시와바라 준이치의 트레이드 등 노무라와 정반대 성격의 지휘를 했으나 성적은 부진했다. 또한 득점자를 제출하는 데이터를 별로 중시하지 않아 난카이에 29년 동안 재적했던 오와리 히사지는 난카이를 탈퇴해 세이부로 이적했다. 히로세 본인은 "아무도 있지 않기 때문에 해 줘. 그런 느낌이었다. 노무라와 함께 에나쓰, 가시와바라들의 중심 선수들이 슬그머니 빠져 나갔다. 그 당시에 난카이 전철은 옛날처럼 인기도, 돈도 없었다. 그래서 선수를 모을 수도 없었다. 변명은 아니지만 이길 수 있을리가 없었다. 언제 구단이 무너져도 이상하지 않았다", "투수 부족으로 매니저인 우에다 다쿠미를 현역 복귀시키기도 했다. 추억이 없는 감독 생활을 했다"라고 말하고 있다.
감독 사임 후 1981년부터 1990년에 걸쳐 NHK의 야구 해설자(이때는 전국 방송에도 출연)를 지냈고 1991년 다이에의 수비·주루 코치로 취임해 오노 히사시(42개), 사사키 마코토(36개), 유가미다니 히로시(30개)의 30도루 이상 3명을 배출했고 오노는 도루왕 수상, 팀은 양 리그 최고 팀 도루(141개)를 기록했다. 1992년 퇴임했다.
1999년 야구 명예의 전당에 입성했다.
현재는 NHK 히로시마 방송국의 야구 해설가로 활동하고 있으며(기본적으로 지역 방송에만 출연) 일간 스포츠의 야구 평론가를 맡고 있다.

## 상세 정보

### 출신 학교
- 히로시마 현립 오타케 고등학교

### 선수 경력
- 난카이 호크스(1955년 ~ 1977년)

### 지도자·기타 경력
- 난카이 호크스 감독(1978년 ~ 1980년)
- 후쿠오카 다이에 호크스 수비·주루 코치(1991년 ~ 1992년)

### 수상·타이틀 경력

#### 타이틀
- 수위 타자 : 1회(1964년)
- 도루왕 : 5회(1961년 ~ 1965년) ※1964년 달성한 수위 타자와 도루왕 동시 획득은 사상 최초, 이후 사사키 마코토(1992년)와 이치로(1995년) 등 2명이 달성
- 최다 안타(당시는 타이틀은 아님) : 1회(1963년) ※1994년부터 타이틀로 제정됨

#### 수상
- 베스트 나인 : 3회(1963년 ~ 1965년)
- 다이아몬드 글러브상 : 1회(1972년) ※창설 연도는 1972년
- 올스타전 MVP : 2회(1961년 제1차전, 1966년 제1차전)
- 퍼시픽 리그 플레이오프 수위 타자상 : 1회(1973년)
- 일본 야구 명예의 전당 헌액자(1999년)

### 개인 기록
- 올스타전 출장 : 9회(1958년 ~ 1963년, 1965년, 1966년, 1969년)
- 통산 도루 성공률 : .829(596개는 도루 성공, 123개는 도루 실패) ※300도루 이상에서는 일본 기록
- 시즌 도루 성공률 : .957(1968년) ※30도루 이상에서는 일본 기록
- 시즌 연속 도루 성공 : 31(1964년) ※일본 기록
- 시즌 타석 : 676(1963년) ※퍼시픽 리그 기록
- 시즌 타수 : 626(1963년) ※일본 기록
- 시즌 타율 : .366(1964년) ※우타자로서는 역대 4위
- 시즌 수비 기회 : 353(1963년) ※외야수로서의 일본 기록
- 시즌 척살 : 353(1963년) ※외야수로서의 퍼시픽 리그 기록
- 1경기 수비 기회 : 10(1971년 9월 19일) ※외야수로서의 퍼시픽 리그 타이 기록
- 1경기 척살 : 10(1971년 9월 19일) ※외야수로서의 퍼시픽 리그 타이 기록
- 27경기 연속 안타(1964년 5월 14일 ~ 6월 13일)
- 6년 연속 끝내기 안타
- 통산 1000경기 출장 : 1964년 6월 17일(85번째)
- 통산 2000경기 출장 : 1974년 4월 13일

### 등번호
- 57(1955년 ~ 1960년)
- 12(1961년 ~ 1979년)
- 70(1980년)
- 82(1991년 ~ 1992년)

### 연도별 타격 성적
| 연 도       | 소 속       | 경 기 | 타 석 | 타 수 | 득 점 | 안 타 | 2 루 타 | 3 루 타 | 홈 런 | 루 타 | 타 점 | 도 루 | 도 루 자 | 희 생 번 | 희 생 플 | 볼 넷 | 고 4 | 사 구 | 삼 진 | 병 살 타 | 타 율 | 출 루 율 | 장 타 율 | O P S |
| ----------- | ----------- | ----- | ----- | ----- | ----- | ----- | ------- | ------- | ----- | ----- | ----- | ----- | -------- | -------- | -------- | ----- | ---- | ----- | ----- | -------- | ----- | -------- | -------- | ----- |
| 1956년      | 난카이      | 19    | 26    | 25    | 4     | 10    | 1       | 1       | 0     | 13    | 5     | 2     | 0        | 0        | 0        | 1     | 0    | 0     | 3     | 1        | .400  | .423     | .520     | .943  |
| 1957년      | 난카이      | 114   | 339   | 317   | 47    | 90    | 19      | 3       | 2     | 121   | 30    | 25    | 14       | 4        | 2        | 13    | 0    | 3     | 29    | 4        | .284  | .318     | .382     | .700  |
| 1958년      | 난카이      | 120   | 536   | 504   | 82    | 145   | 36      | 5       | 7     | 212   | 31    | 33    | 10       | 2        | 1        | 25    | 1    | 4     | 36    | 2        | .288  | .326     | .421     | .747  |
| 1959년      | 난카이      | 126   | 526   | 507   | 86    | 157   | 27      | 6       | 8     | 220   | 45    | 17    | 11       | 2        | 1        | 16    | 0    | 0     | 24    | 5        | .310  | .331     | .434     | .765  |
| 1960년      | 난카이      | 128   | 542   | 521   | 70    | 140   | 24      | 10      | 10    | 214   | 46    | 25    | 4        | 0        | 0        | 20    | 1    | 1     | 38    | 9        | .269  | .297     | .411     | .708  |
| 1961년      | 난카이      | 135   | 567   | 537   | 82    | 159   | 33      | 7       | 6     | 224   | 46    | 42    | 6        | 0        | 1        | 25    | 2    | 4     | 45    | 9        | .296  | .332     | .417     | .749  |
| 1962년      | 난카이      | 130   | 577   | 515   | 99    | 144   | 21      | 6       | 12    | 213   | 54    | 50    | 9        | 3        | 6        | 50    | 2    | 3     | 57    | 4        | .280  | .347     | .414     | .760  |
| 1963년      | 난카이      | 149   | 676   | 626   | 92    | 187   | 27      | 8       | 14    | 272   | 60    | 45    | 7        | 3        | 3        | 41    | 0    | 2     | 45    | 4        | .299  | .344     | .435     | .778  |
| 1964년      | 난카이      | 141   | 505   | 456   | 110   | 167   | 35      | 6       | 12    | 250   | 58    | 72    | 9        | 0        | 7        | 39    | 4    | 3     | 31    | 1        | .366  | .420     | .548     | .968  |
| 1965년      | 난카이      | 122   | 524   | 490   | 71    | 146   | 33      | 10      | 15    | 244   | 55    | 39    | 8        | 2        | 5        | 24    | 2    | 3     | 29    | 8        | .298  | .335     | .498     | .833  |
| 1966년      | 난카이      | 110   | 395   | 376   | 49    | 98    | 17      | 6       | 12    | 163   | 39    | 28    | 5        | 2        | 0        | 16    | 1    | 1     | 33    | 3        | .261  | .293     | .434     | .726  |
| 1967년      | 난카이      | 76    | 167   | 152   | 26    | 31    | 2       | 1       | 4     | 47    | 14    | 6     | 3        | 1        | 2        | 10    | 0    | 2     | 15    | 2        | .204  | .262     | .309     | .571  |
| 1968년      | 난카이      | 121   | 445   | 412   | 73    | 121   | 25      | 7       | 5     | 175   | 40    | 44    | 2        | 1        | 4        | 25    | 1    | 3     | 25    | 5        | .294  | .339     | .425     | .763  |
| 1969년      | 난카이      | 110   | 447   | 423   | 55    | 120   | 16      | 2       | 11    | 173   | 38    | 39    | 9        | 0        | 8        | 15    | 2    | 1     | 23    | 8        | .284  | .310     | .409     | .719  |
| 1970년      | 난카이      | 124   | 528   | 483   | 63    | 108   | 15      | 2       | 7     | 148   | 31    | 28    | 7        | 4        | 2        | 38    | 1    | 1     | 29    | 4        | .224  | .282     | .306     | .588  |
| 1971년      | 난카이      | 121   | 513   | 466   | 81    | 129   | 29      | 4       | 4     | 178   | 36    | 36    | 6        | 3        | 2        | 39    | 0    | 3     | 36    | 6        | .277  | .337     | .382     | .719  |
| 1972년      | 난카이      | 110   | 419   | 374   | 54    | 90    | 14      | 2       | 0     | 108   | 25    | 42    | 7        | 2        | 5        | 38    | 0    | 0     | 28    | 9        | .241  | .311     | .289     | .599  |
| 1973년      | 난카이      | 40    | 49    | 41    | 11    | 10    | 2       | 0       | 0     | 12    | 3     | 4     | 2        | 1        | 1        | 4     | 0    | 2     | 5     | 0        | .244  | .340     | .293     | .633  |
| 1974년      | 난카이      | 65    | 123   | 111   | 16    | 31    | 5       | 1       | 2     | 44    | 17    | 6     | 2        | 0        | 0        | 11    | 0    | 1     | 10    | 2        | .279  | .350     | .396     | .746  |
| 1975년      | 난카이      | 52    | 153   | 126   | 15    | 35    | 5       | 0       | 0     | 40    | 14    | 10    | 2        | 3        | 1        | 21    | 1    | 2     | 8     | 2        | .278  | .389     | .317     | .707  |
| 1976년      | 난카이      | 27    | 64    | 56    | 6     | 10    | 2       | 0       | 0     | 12    | 4     | 2     | 0        | 0        | 0        | 8     | 0    | 0     | 6     | 4        | .179  | .281     | .214     | .496  |
| 1977년      | 난카이      | 50    | 125   | 119   | 13    | 29    | 6       | 1       | 0     | 37    | 11    | 1     | 0        | 1        | 2        | 3     | 0    | 0     | 9     | 1        | .244  | .262     | .311     | .573  |
| 통산 : 22년 | 통산 : 22년 | 2190  | 8246  | 7637  | 1205  | 2157  | 394     | 88      | 131   | 3120  | 705   | 596   | 123      | 34       | 53       | 482   | 18   | 39    | 564   | 93       | .282  | .328     | .409     | .737  |

- 굵은 글씨는 시즌 최고 성적, 붉은색 글씨는 일본 프로 야구 역대 최고 성적.

### 연도별 투수 성적
| 연 도      | 소 속      | 등 판 | 선 발 | 완 투 | 완 봉 | 무 4 구 | 승 리 | 패 전 | 세 이 브 | 홀 드 | 승 률 | 타 자 | 이 닝 | 피 안 타 | 피 홈 런 | 볼 넷 | 고 4 | 몸 맞 | 탈 삼 진 | 폭 투 | 보 크 | 실 점 | 자 책 점 | 평 자 책 | W H I P |
| ---------- | ---------- | ----- | ----- | ----- | ----- | ------- | ----- | ----- | -------- | ----- | ----- | ----- | ----- | -------- | -------- | ----- | ---- | ----- | -------- | ----- | ----- | ----- | -------- | -------- | ------- |
| 1970년     | 난카이     | 1     | 0     | 0     | 0     | 0       | 0     | 0     | --       | --    | ----  | 10    | 2.0   | 2        | 0        | 3     | 0    | 0     | 0        | 0     | 0     | 0     | 0        | 0.00     | 2.50    |
| 통산 : 1년 | 통산 : 1년 | 1     | 0     | 0     | 0     | 0       | 0     | 0     | --       | --    | ----  | 10    | 2.0   | 2        | 0        | 3     | 0    | 0     | 0        | 0     | 0     | 0     | 0        | 0.00     | 2.50    |

### 감독으로서의 팀 성적
| 연도       | 소속       | 순위       | 경기 | 승리 | 패전 | 무승부 | 승률 | 승차          | 팀 홈런       | 팀 타율       | 팀 평균자책점 | 연령          |
| ---------- | ---------- | ---------- | ---- | ---- | ---- | ------ | ---- | ------------- | ------------- | ------------- | ------------- | ------------- |
| 1978년     | 난카이     | 6위        | 130  | 42   | 77   | 11     | .353 | 6위·6위       | 78            | .239          | 4.01          | 42세          |
| 1979년     | 난카이     | 5위        | 130  | 46   | 73   | 11     | .387 | 5위·6위       | 125           | .276          | 4.86          | 43세          |
| 1980년     | 난카이     | 6위        | 130  | 48   | 77   | 5      | .384 | 5위·6위       | 183           | .274          | 5.63          | 44세          |
| 통산 : 3년 | 통산 : 3년 | 통산 : 3년 | 390  | 136  | 227  | 27     | .375 | B클래스 : 3회 | B클래스 : 3회 | B클래스 : 3회 | B클래스 : 3회 | B클래스 : 3회 |

- 1978년부터 1996년까지 130경기제